# Pithecia cazuzai
El saki de Cazuza (Pithecia cazuzai) es una especie de mono saki (género Pithecia), un tipo de mono del Nuevo Mundo. Es endémico del noroeste de Brasil.

## Taxonomía
Las poblaciones de esta especie fueron clasificadas anteriormente dentro del saki del río Tapajós (P. irrorata), pero un estudio de 2014 encontró que estas poblaciones tienen un pelaje distinto de cualquier otra especie del género, y por lo tanto, fueron reclasificadas en su propia especie, P. cazuzai.
La Sociedad Americana de Mamologistas, Lista Roja de la UICN, y ITIS siguen todos esta clasificación.